# Warren Haynes
Warren Haynes (Asheville, 6 aprile 1960) è un chitarrista, cantante e compositore statunitense celebre per essere il leader dei Gov't Mule e per essere stato a lungo componente dei The Allman Brothers Band, dal 1989 fino allo scioglimento, e dei The Dead, gruppo fondato dagli ex Grateful Dead.

## Discografia

### Solista
- Tales of Ordinary Madness - 1993
- The Lone EP - 2003 (live)
- Live at Bonnaroo - 2004 (live)
- Man in Motion - 2011
- Live at the Moody Theatre - 2012 (live)
- Ashes & Dust - 2015 (con i Railroad Earth)
- Million Voices Wishper - 2024

### Allman Brothers Band
- Seven Turns - 1990
- Shades of Two Worlds - 1991
- An Evening with the Allman Brothers Band: First Set - 1992 (live)
- Where It All Begins - 1994
- An Evening with the Allman Brothers Band: 2nd Set - 1995 (live)
- Hittin' the Note - 2003
- One Way Out - 2004 (live)
- Play All Night: Live at the Beacon Theatre 1992 - 2014 (live)

### Gov't Mule
- Gov't Mule - 1995
- Live at Roseland Ballroom - 1996
- Dose - 1998
- Live ... With A Little Help From Our Friends - 1998
- Life Before Insanity - 2000
- Wintertime Blues: The Benefit Concert - 2000
- The Deep End, Volume 1 - 2001
- The Deep End, Volume 2 - 2002
- The Deepest End, Live In Concert, 2003
- Deja Voodoo - 2004
- Mo' Voodoo (EP) - 2005
- High & Mighty - 2006
- Mighty High - 2007
- Holy Haunted House - 2007 (Live)
- By a Thread - 2009
- Mulennium - 2010 (Live)
- Shout! - 2013
- Dark Side of the Mule - 2014 (live)
- Sco-Mule - 2015 (live)
- Dub Side of the Mule - 2015 (live)
- Stoned Side of the Mule, Vols. 1-2 - 2015 (live)
- The Tel-Star Sessions - 2016
- Revolution Come...Revolution Go - 2017
- Heavy Load Blues - 2021
- Peace... Like A River - 2023

### Matthews Band
- The Central Park Concert - 2003 (live)
- Live at Piedmont Park - 2007 (live)
- Live Trax Vol. 20 - 2011 (live)

### Phil Lesh & Friends
- There and Back Again - 2002

### Garth Brooks
- No Fences, composizione di Two of a Kind, Workin' on a Full House - 1990

### David Allan Coe
- Live - If That Ain't Country... - 1997 (live)

### Corrosion of Conformity
- America's Volume Dealer - Stare Too Long - 2000

### The Derek Trucks Band
- Out of the Madness, 1998 – chitarra e voce su "Good Morning Little Schoolgirl", "Forty-Four" e "Death Letter"
- Already Free, composizione di Back Where I Started - 2009

### Raccolte
- Freeway Jam: To Beck and Back Jeff Beck Tribute - 2007 - Track #7 "The Pump"

### Kevn Kinney (dei Drivin' N Cryin')
The Flower & The Knife - Produttore, chitarra e cori sulla maggior parte dei brani - 2000